# Koeien, geel-rood-groen

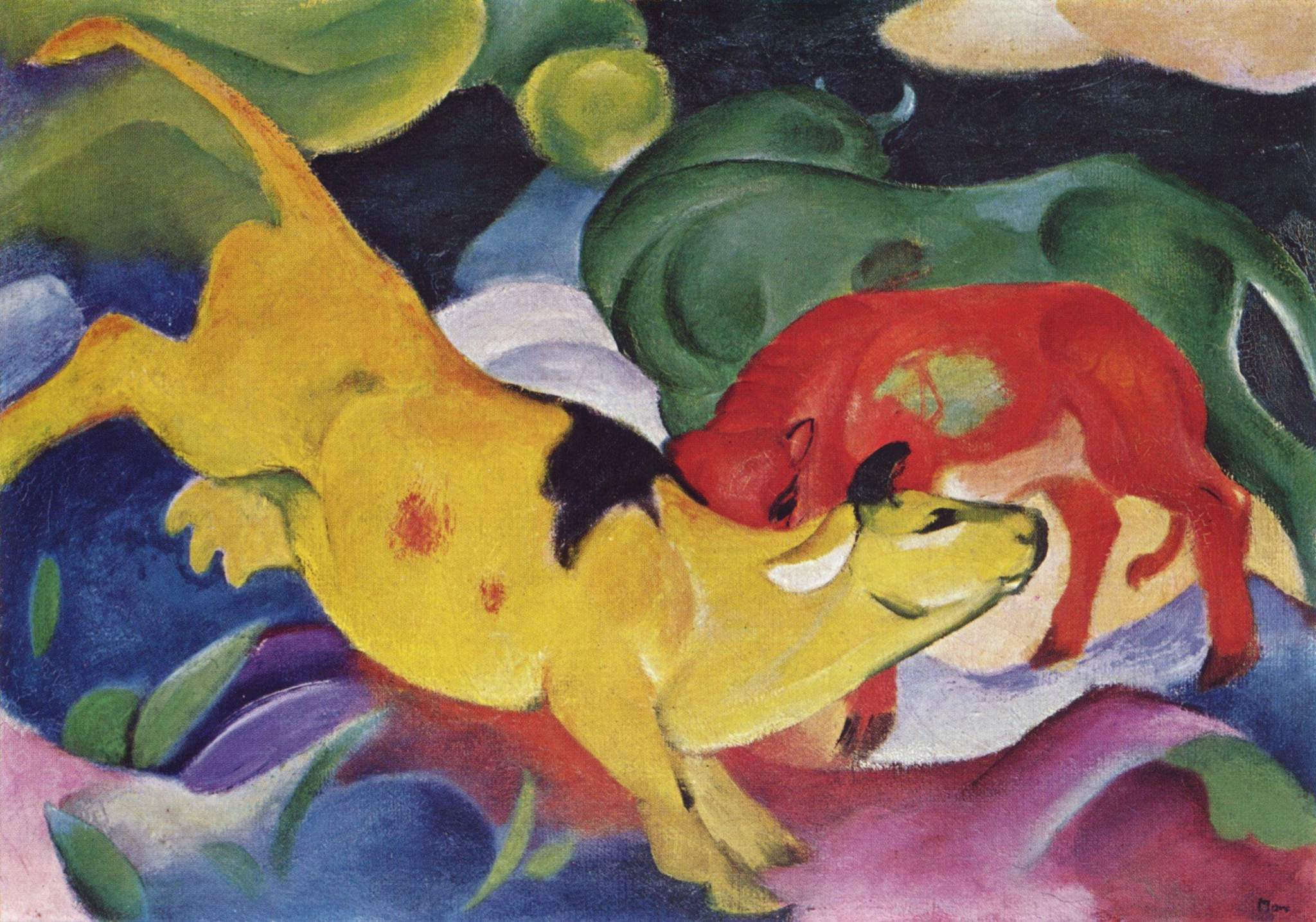
Kühe, gelb-rot-grün, 1912

Koeien, geel-rood-groen (Kühe, gelb-rot-grün) is een expressionistisch schilderij van de Duitse kunstschilder Franz Marc.
Het is een olieverf op doek schilderij van 62 x 87,5 cm. Franz Marc maakte het in 1912. Het behoort tot de collectie van de Städtische Galerie im Lenbachhaus in München.